# Elezioni presidenziali in Bulgaria del 2016
Le elezioni presidenziali in Bulgaria del 2016 si tennero il 6 novembre (primo turno) e il 13 novembre (secondo turno); videro la vittoria di Rumen Radev, indipendente sostenuto dal Partito Socialista Bulgaro, che sconfisse al ballottaggio Cecka Cačeva, appoggiata da Cittadini per lo Sviluppo Europeo della Bulgaria.

## Risultati
| Candidati             | Partiti                                             | I turno   | I turno | II turno  | II turno |
| Candidati             | Partiti                                             | Voti      | %       | Voti      | %        |
| --------------------- | --------------------------------------------------- | --------- | ------- | --------- | -------- |
| Rumen Radev           | Partito Socialista Bulgaro                          | 973 754   | 25,44   | 2 063 032 | 59,37    |
| Cecka Cačeva          | Cittadini per lo Sviluppo Europeo della Bulgaria    | 840 635   | 21,96   | 1 256 485 | 36,16    |
| Krasimir Karakachanov | Patrioti Uniti                                      | 573 016   | 14,97   |           |          |
| Veselin Mareshki      | Indipendente                                        | 427 660   | 11,17   |           |          |
| Plamen Orešarski      | Indipendente                                        | 253 726   | 6,63    |           |          |
| Traycho Traykov       | Blocco Riformatore                                  | 224 734   | 5,87    |           |          |
| Ivailo Kalfin         | Alternativa per la Rinascita Bulgara                | 125 531   | 3,28    |           |          |
| Tatyana Doncheva      | Movimento Nazionale per la Stabilità e il Progresso | 69 372    | 1,81    |           |          |
| George Ganchev        | Unione Cristiano Sociale                            | 27 928    | 0,73    |           |          |
| Velizar Enchev        | Movimento per il Cambiamento Radicale Bulgaro       | 18 213    | 0,48    |           |          |
| Dimitar Marinov       | Unità Nazionale Bulgara                             | 14 974    | 0,39    |           |          |
| Rumen Galabinov       | Indipendente                                        | 10 286    | 0,27    |           |          |
| Plamen Paskov         | Indipendente                                        | 10 103    | 0,26    |           |          |
| Aleksandar Tomov      | Sinistra Europea Socialdemocratica Bulgara          | 9 513     | 0,25    |           |          |
| Gospodin Tonev        | Comunità Democratica Bulgara                        | 6 855     | 0,18    |           |          |
| Kemil Ramadan         | Lega Democratica del Balcani                        | 6 089     | 0,16    |           |          |
| Kamen Popov           | Indipendente                                        | 5 212     | 0,14    |           |          |
| Diana Dimitrova       | Indipendente                                        | 4 362     | 0,11    |           |          |
| Nikolay Banev         | Indipendente                                        | 4 196     | 0,11    |           |          |
| Yordanka Koleva       | Indipendente                                        | 4 182     | 0,11    |           |          |
| Biser Milanov         | Indipendente                                        | 3 215     | 0,08    |           |          |
| Nessuno dei candidati | Nessuno dei candidati                               | 214 094   | 5,59    | 155 411   | 4,47     |
| Totale                | Totale                                              | 3 827 650 | 100     | 3 474 928 | 100      |